# 赵晓光
赵晓光（？—），女，汉族，中华人民共和国政治人物。现任中国科学院自动化研究所研究员，博士生导师。第十四届全国政协委员。